# Pantaloncini a tutto gas
Pantaloncini a tutto gas (Thunderpants) è un film del 2002, diretto da Peter Hewitt.

## Trama
Patrick Smash  è un ragazzino nato con due stomaci, afflitto da incontrollabili e potenti flatulenze. Appena trenta secondi dopo la sua nascita peta per la prima volta, terrorizzando i suoi genitori, la sua sorella maggiore Denise e il dottore. Il piccolo Patrick cresce, e le sue emissioni diventano sempre più forti e incontrollabili al punto da costringere il padre, vittima indifesa delle flatulenze del figlio, a scappare di casa. Il ragazzo diventa anche vittima dei bulli della scuola.
Un giorno, ad un'assemblea della scuola, va a far visita ai ragazzi un ospite molto importante: Patrick cerca di contenersi senza successo. I compagni di scuola ridendo si allontanano da lui per sfuggire alla puzza. Tutti tranne uno: Alan A. Allen, un ragazzino privo di olfatto ma dotato di grande ingegno. Alan diventerà l'unico amico di Patrick; sarà proprio grazie a lui che Patrick riuscirà a realizzare il proprio sogno di diventare un astronauta.